# Акротерий
Акротерий  (греч. ἀκρωτήριον — «наконечник, навершие») — в классической архитектуре  —  общее наименование наверший, элементов, венчающих здание, расположенных на стене выше венчающего карниза, в частности элементов, оформляющих углы треугольного фронтона. В редких случаях к акротериям относят также балюстрады, обелиски, установленные на парапетах, скульптуры, вазоны, факелы и прочие декоративные элементы либо пьедестал, на котором располагаются такие украшения. 
Традиция украшать фронтоны не только скульптурами в тимпанах, но и снаружи — на вершине и по краям треугольника, образуемого гейсонами (карнизами) — берёт начало в античной архитектуре. На вершине фронтона ставили украшение из расходящихся в стороны листьев — пальметт. Их симметрия соответствовала симметрии треугольного фронтона. По углам устанавливали угловые, двусторонние пальметты, согнутые под прямым углом так, чтобы они хорошо читались как с главного, так и с бокового фасада здания. Их называли полуакротериями. Те и другие изготавливали из мрамора или терракоты и устанавливали на специальных подставках с горизонтальными площадками. В отдельных случаях на таких площадках устанавливали скульптурные изображения грифонов или сфинксов.
Характерные примеры:(храм Афайи на острове Эгина, храм Немезиды в Аттике). В древнеримской архитектуре центральный акротерий (в отличие от боковых) называли фастигием (лат. fastigium — навершие, вершина). В архитектуре классицизма и неоклассицизма каноническим стал приём акцентировать углы фронтона статуями. Такие композиции мы можем видеть в постройках Андреа Палладио и палладианцев, например Джакомо Кваренги в Санкт-Петербурге.
Акротерии используют в искусстве оформления архитектурного интерьера и в проектировании мебели. Миниатюрными акротериями украшают секретеры, кабинеты, книжные шкафы, изголовья кроватей, выполненные в классицистическом стиле.